# تزمن هایز
تزمن هایز (انگلیسی: Tasman Heyes; ۶ نوامبر ۱۸۹۶ – ۲۵ ژوئن ۱۹۸۰) سیاستمدار اهل استرالیا. یکی از کارمندان ارشد دولتی استرالیا بود. او در بین مه ۱۹۴۶ و نوامبر ۱۹۶۱ در وزارت مهاجرت شاغل بود.
وی همچنین برندهٔ جوایزی همچون جایزه پناهندگان نانسن شده‌است.

## پیشینه
تزمن در سال ۱۹۱۲ به عنوان یک پیام‌رسان از اداره دفاع (وزارت دفاع)به اداره خدمات دولتی مشترک‌المنافع منتقل شد(۱۹۲۱–۱۹۰۱). در سال ۱۹۴۱ او مدیر عامل یادبود جنگ استرالیا بود و بر گشایش این مؤسسه نظارت داشت. بین سال‌های ۱۹۴۶ تا ۱۹۶۱. هایز در ۲۵ ژوئن ۱۹۸۰ درگذشت و سوزانده شد.